# Domenico Di Carlo
Domenico "Mimmo" Di Carlo (Cassino, Lacio, Italia; 23 de marzo de 1964) es un exfutbolista y entrenador de fútbol italiano. Actualmente dirige al Pordenone de la Serie C italiana.

## Trayectoria

### Como jugador
Di Carlo comenzó su carrera en su club local, el Real Cassino, de la Serie C2. Jugó además para el Treviso, Ternana, Como (donde no debutó en el primer equipo) y Palermo, club donde ganó el ascenso a la Serie C1. Di Carlo fichó por el Vicenza de la Serie C1 en 1990, equipo donde jugó varias temporadas y obtuvo dos ascensos (desde la Serie C1 a la Serie A), una Copa de Italia y alcanzó la semifinal de la Recopa de Europa.
Dejó Vicenza en 1999 y fichó por el Lecce, también de la Serie A. Su última temporada como jugador fue el 2000-01 para Livorno por la Serie C1, aunque jugó luego un corto periodo en el Südtirol de la Serie C2.

### Como entrenador
Luego de un periodo como entrenador de las inferiores Primavera del Vicenza, Di Carlo fue contratado como entrenador del Mantova de la Serie C2 en 2003, club donde consiguió en ascenso a la Serie B para la temporada 2006-07. Dejó el club en junio de 2007.
Fue confirmado como nuevo entrenador del Parma de la Serie A el 12 de junio de 2007. Fue destituido el 10 de marzo de 2008, dejando al equipo como 17º clasificado tras 27 jornadas de la Serie A.
El 4 de noviembre de 2008 fue contratado como entrenador del nuevo Chievo, luego de la renuncia de Giuseppe Iachini. Dirigió dos temporadas en el club. El 26 de mayo de 2010 se confirmó que Di Carlo no seguiría en el Chievo. 
El mismo día se anunció que llegaría a la Sampdoria como nuevo entrenador, donde dirigió a nivel europeo por primera vez en la tercera ronda de clasificación de la Liga de Campeones de la UEFA 2010-11 y luego por la Liga Europea de la UEFA 2010-11. Fue despedido el 7 de marzo de 2011 luego de la derrota de local por 3-2 contra Cesena, y con un registro de siete derrotas y una victoria en diez encuentros. Fue reemplazado por Alberto Cavasin.
Regresó como entrenador del Chievo el 8 de junio de 2011 para la temporada 2011-12. Salvó al club del descenso, pero fue reemplazado el 2 de octubre de 2012 por Eugenio Corini, luego de un mal comienzo en la temporada 2012-13.
Fue el entrenador del Livorno al final de la temporada 2013-14, en un intento del club por salvar del descenso, aunque no llegó a terminar la campaña.
El 8 de diciembre de 2014 fue nombrado nuevo entrenador del Cesena de la Serie A, en reemplazo de Pierpaolo Bisoli.
El 5 de febrero de 2018 fichó con el Novara de la Serie B. El club descendió al final de la temporada y Di Carlo fue reemplazado.
Volvió al Chievo el 13 de noviembre de 2018, luego de la renuncia de Gian Piero Ventura.
El 1 de junio de 2019 fue nombrado nuevo entrenador del Vicenza en la Serie C.

## Estadísticas

### Como jugador
| Club         | País   | Año       | Part. | Goles |
| ------------ | ------ | --------- | ----- | ----- |
| Real Cassino | Italia | 1979-1981 | 37    | 1     |
| Treviso      | Italia | 1981-1982 | 26    | 1     |
| Como         | Italia | 1982-1984 | 0     | 0     |
| Treviso      | Italia | 1984-1986 | 55    | 3     |
| Ternana      | Italia | 1986-1987 | 30    | 3     |
| Palermo      | Italia | 1987-1990 | 97    | 6     |
| Vicenza      | Italia | 1990-1999 | 266   | 9     |
| Lecce        | Italia | 1999-2000 | 4     | 0     |
| Livorno      | Italia | 2000-2001 | 27    | 0     |
| Südtirol     | Italia | 2001      | 0     | 0     |

### Como entrenador
| Club      | País   | Año       | Partidos | Ganados | Empatados | Perdidos | % v.   |
| --------- | ------ | --------- | -------- | ------- | --------- | -------- | ------ |
| Mantova   | Italia | 2004-2007 | 177      | 79      | 62        | 36       | 44.63% |
| Parma     | Italia | 2007-2008 | 28       | 5       | 10        | 13       | 17.86% |
| Chievo    | Italia | 2008-2010 | 69       | 21      | 19        | 29       | 30.43% |
| Sampdoria | Italia | 2010-2011 | 38       | 10      | 12        | 16       | 26.32% |
| Chievo    | Italia | 2011-2012 | 49       | 17      | 13        | 19       | 34.69% |
| Livorno   | Italia | 2014      | 14       | 3       | 3         | 8        | 21.43% |
| Cesena    | Italia | 2015      | 24       | 3       | 7         | 14       | 12.5%  |
| Spezia    | Italia | 2015-2017 | 81       | 32      | 27        | 22       | 39.51% |
| Novara    | Italia | 2018      | 18       | 3       | 8         | 7        | 16.67% |
| Chievo    | Italia | 2018-2019 | 27       | 2       | 11        | 14       | 7.41%  |
| Vicenza   | Italia | 2019-2021 | 77       | 32      | 22        | 23       | 41.56% |
| Total     | Total  | Total     | 525      | 174     | 174       | 177      | 33.14% |

## Palmarés

### Como jugador

#### Títulos nacionales
| Título      | Club    | País   | Año     |
| ----------- | ------- | ------ | ------- |
| Copa Italia | Vicenza | Italia | 1997    |
| Serie C2    | Palermo | Italia | 1987-88 |

### Como entrenador

#### Títulos nacionales
| Título   | Club    | País   | Año       |
| -------- | ------- | ------ | --------- |
| Serie C2 | Mantova | Italia | 2003-2004 |